# پنجاه سال با پایور ۱
 پنجاه سال با پایور ۱ نام یک آلبوم موسیقی اثر فرامرز پایور، هنرمند ایرانی است که در سبک سنتی تهیه شده و دارای ۸ آهنگ است.

## فهرست آهنگ‌ها
| ردیف | آهنگ              |
| ۱    | پوپک              |
| ۲    | آواز افشاری       |
| ۳    | تمرین دشتی        |
| ۴    | دستگاه سه گاه     |
| ۵    | آواز ابوعطا، حجاز |
| ۶    | دستگاه سه گاه     |
| ۷    | دستگاه شور        |
| ۸    | دستگاه سه گاه     |